# Unigenitus Dei filius (1713)

Wappen Papst Clemens’ XI.

Unigenitus Dei filius (lat. „Gottes eingeborener Sohn“), auch Constitutio Unigenitus oder zeitgenössisch „la Constitution“ genannt, ist eine 1713 von Papst Clemens XI. verfasste Bulle. In ihr richtet er sich auf Drängen Ludwigs XIV. von Frankreich gegen den Jansenismus und insbesondere gegen das Werk Abrégé de la morale de l’Évangile ou Pensées chrétiennes sur le texte des quatre évangelistes von Pasquier Quesnel. Die Bulle war unter den Bischöfen umstritten und schwächte so indirekt die päpstliche Stellung. Allerdings setzte sich die antijansenistische Richtung, stark von den Jesuiten vertreten, in der Folgezeit durch.